# Episodi di Casa Vianello (quattordicesima stagione)
La quattordicesima stagione della sitcom Casa Vianello, composta da 20 episodi, è stata trasmessa su Canale 5 dal 2 ottobre 2004 al 5 febbraio 2005.
| nº | Titolo                        | Prima TV         |
| -- | ----------------------------- | ---------------- |
| 1  | Vacanze di gruppo             | 2 ottobre 2004   |
| 2  | Il circolo della felicità     | 9 ottobre 2004   |
| 3  | Ti faccio causa               | 16 ottobre 2004  |
| 4  | Il paladores                  | 23 ottobre 2004  |
| 5  | Il penultimo samurai          | 30 ottobre 2004  |
| 6  | Raimondo taroccato            | 6 novembre 2004  |
| 7  | Dottor Vianello, psicanalista | 13 novembre 2004 |
| 8  | Il mago della finanza         | 20 novembre 2004 |
| 9  | Black out                     | 27 novembre 2004 |
| 10 | Il fantasma dell'opera        | 4 dicembre 2004  |
| 11 | Due galli nel pollaio         | 11 dicembre 2004 |
| 12 | Il predicatore                | 18 dicembre 2004 |
| 13 | Raimondo giovane attore       | 25 dicembre 2004 |
| 14 | Intuito maschile              | 1º gennaio 2005  |
| 15 | La risata nervosa             | 6 gennaio 2005   |
| 16 | L'ultima e-mail               | 8 gennaio 2005   |
| 17 | Il contatore della luce       | 15 gennaio 2005  |
| 18 | Rami secchi                   | 22 gennaio 2005  |
| 19 | La depressione di Sandra      | 29 gennaio 2005  |
| 20 | Raimondo portiere             | 5 febbraio 2005  |

## Vacanze di gruppo
Raimondo non vuole partire per le vacanze insieme a sua moglie, così Sandra decide di unirsi a un gruppo di centauri per una vacanza on the road con meta l'Andalusia. Sebbene i motociclisti siano tutte persone perbene, Raimondo non vede di buon occhio il gruppo, specie quando scopre che hanno scelto come quartier generale il suo appartamento.

## Il circolo della felicità
Kate convince Raimondo a unirsi al circolo della felicità, un centro di aggregazione che si occupa di rendere felici le persone. Pur di restare solo con Kate, Raimondo si fa nominare presidente del circolo e convince Sandra e la tata a divenirne membri in modo da tenerle impegnate con le varie attività. Proprio quando Raimondo combina un incontro privato fra lui e Kate nel soggiorno di casa sua, Sandra e la tata si dedicano a un cineclub in cucina, così l'uomo è costretto a chiudere a chiave la porta della cucina.

## Ti faccio causa
Mario, un vecchio amico di Raimondo, si presenta a casa sua dopo molti anni accusandolo di aver preso spunto dalla sua vita per creare i suoi sketch comici: anche lui infatti vive insieme a una moglie assillante che non vede l'ora di tradire e ha una domestica invadente e pettegola. Per evitare che l'amico gli faccia causa, Raimondo è costretto a coprire le sue scappatelle fingendo che l'amante di Mario sia la sua.

## Il paladores
Kate è appena tornata da Cuba, dove ha trovato un nuovo fidanzato di nome Pedro. Chiacchierando con Sandra, le suggerisce di sfruttare la nuova passione di Raimondo per la cucina esotica aprendo un piccolo ristorantino in casa loro, su modello dei paladores cubani. Sandra, entusiasta della proposta, riesce a convincere Raimondo dicendogli che Kate lavorerà come cuoca insieme a loro ma gli omette il fatto che il suo fidanzato sarà il cameriere.

## Il penultimo samurai
Sandra e la tata hanno arredato la casa ispirate dalla moda orientale e cucinano solo piatti giapponesi. Raimondo è contrario al nuovo stile di vita impostogli da sua moglie, ma comincia ad apprezzarne i lati positivi quando Nicola gli suggerisce di contattare una geisha. Raimondo tuttavia esagera nel corteggiare la ragazza, che decide così di allearsi con Sandra in una spietata punizione: le due gli fanno credere che il fratello della geisha sia un esponente della Yakuza e che voglia vendicarsi del disonore subito dalla sorella.

## Raimondo taroccato
Dietro consiglio del suo agente, Raimondo accetta di prendere parte a un reality ambientato su un'isola deserta, ma impone alla produzione la presenza di Kate. Sandra cerca in ogni modo di convincere il marito a desistere e così lo sottopone a diverse prove fisiche per dimostrargli che non ha la prestanza adatta per gareggiare in una simile competizione. Grazie a un imbroglio però Raimondo riesce a farsi reclutare come idoneo e Sandra decide di vendicarsi.

## Dottor Vianello, psicanalista
Il prossimo ruolo da attore di Raimondo sarà quello di un eminente psicoterapeuta e pertanto deve provare le scene in casa insieme a un'attrice che gli verrà mandata dagli organizzatori. Nel frattempo un'amica di Sandra, in crisi matrimoniale, si fa consigliare da lei un bravo psicanalista ma per una serie di equivoci scambia Raimondo per il dottore.

## Il mago della finanza
Raimondo è in trattative con un'importante banca alla quale vuole affidare i suoi affari. Nel frattempo Sandra ha organizzato in casa un party per bambini e convince Raimondo a fingersi un prestigiatore; a casa Vianello, nel bel mezzo della festa, si presenta il direttore della banca, venuto a sincerarsi della serietà e dell'affidabilità del nuovo cliente.

## Black out
Dopo essere rimasto bloccato in ascensore con Kate durante un blackout, Raimondo escogita un piano per raggiungere finalmente i suoi scopi: approfittando delle imminenti vacanze e del fatto che quindi il palazzo sarà deserto, convince Nicola a staccare la luce in modo da rimanere chiuso nell'ascensore con la ragazza per diversi giorni.

## Il fantasma dell'opera
Raimondo viene convinto da Sandra ad accompagnare Nicola all'opera in modo da fargli conoscere qualche donna. Tuttavia una signora si mostra molto più interessata a Raimondo piuttosto che a Nicola.

## Due galli nel pollaio
Nel condominio si è trasferito Gigi Piccardi, un giovanotto molto prestante che ha la fama di sciupafemmine. Quando Raimondo scopre che Piccardi ha puntato gli occhi su Kate, fra i due nasce una certa competizione per contendersi le attenzioni della ragazza. Pur di allontanare Gigi da Kate, Raimondo gli racconta di avere una relazione con lei e per fornirgli le prove, gli mostra alcuni fotomontaggi creati dal nipote di Nicola, ma anche Sandra e Kate finiscono per scoprire gli scatti.

## Il predicatore
Un organizzatore di eventi convince Raimondo a divenire predicatore e nel frattempo Sandra raccoglie le testimonianze dei condomini che parlano male di suo marito lamentandone gli innumerevoli difetti.

## Raimondo giovane attore
Raimondo entra in contatto con un'agenzia di giovani attori e allettato dall'idea di restare solo con delle belle ragazze, organizza una cena in casa sua invitando un gruppo di questi giovani colleghi. Sandra però comincia a sospettare qualcosa e così, pur di tenere nascosta la situazione alla moglie, Raimondo è costretto a organizzare un'altra cena con un gruppo di vecchi caratteristi appassionati dei film di Sergio Leone. Quando i vecchi attori si presentano in casa sua, Raimondo li chiude in una stanza per poter rimanere da solo con le attrici, ma Sandra scopre tutto.

## Intuito maschile
Sandra ha deciso di farsi installare un impianto molto moderno per vedere alcuni DVD di spettacoli teatrali insieme alle sue amiche; per l'operazione si fa aiutare da Angelo, un caro amico di Kate che la conosce da tanti anni e che sa tutto di lei. Quando Raimondo lo scopre, decide di sfruttare il ragazzo per venire a conoscenza di tutti i gusti e le passioni di Kate, in modo da poterla finalmente sedurre.

## La risata nervosa
L'agente dei Vianello li convince a prendere parte a un film drammatico, in modo da scollarsi di dosso l'etichetta di attori comici. Per concludere il progetto, Raimondo fissa un appuntamento con un importante produttore, ma poco prima dell'incontro cade dalle scale e per via del trauma viene colto da un tic particolare: una risata nervosa. Raimondo non può essere credibile come attore drammatico con quella risata, così Sandra e la tata cercano di fargli passare il tic con l'aiuto del portiere.

## L'ultima e-mail
Arturo riceve un'e-mail da un amico morto di recente, in cui il defunto lo critica duramente per non aver mai avuto il coraggio di rivelargli di aver avuto una relazione con sua moglie molti anni prima. Raimondo allora, colpito dall'idea del morto, decide di ingannare sua moglie facendo trovare alla tata una lettera in cui scrive di aver sempre desiderato un incontro con Kate prima di morire. Sandra, mossa a compassione, decide di chiedere a Kate di concedersi a suo marito, ma poco dopo viene a conoscenza del piano di Raimondo.

## Il contatore della luce
Da qualche tempo nel quartiere dei Vianello si stanno verificando alcuni furti a opera di due truffatori che si fingono addetti al contatore della luce. Quando Sandra riceve la visita del simpatico Alfredo, addetto al controllo dei contatori, è molto lusingata dalla grande ammirazione del ragazzo nei suoi confronti e così lo invita a prendere un tè con la sua fidanzata Gioia. Raimondo si convince che i due siano i truffatori, così insieme a Nicola racconta tutto a due poliziotti presentatisi a casa sua. I due, gli ispettori Grassi e Domiziani, convincono Raimondo e Nicola a tendere una trappola ai presunti truffatori, ma in realtà i veri truffatori sono proprio loro.

## Rami secchi
Dopo un viaggio in Camargue, Raimondo si è appassionato all'arte concettuale e così ha riempito la casa di rami secchi, metafora delle persone inutili. In questo modo si mette a fotografare Sandra e la tata coperte di rami e foglie morte, a simboleggiare la loro natura infruttuosa. Nel frattempo Sandra cerca di riconciliarsi con l'antipatica signora Torretta, la permalosa moglie dell'amministratore condominiale, che si è offesa con lei perché ha tardato a un suo invito. Per riappianare i rapporti, soprattutto considerando che Raimondo ha litigato con suo marito, Sandra invita i due coniugi a cena. Raimondo però, che non conosce la signora Torretta, la scambia per una modella inviatagli da un'agenzia e così la umilia e la deride coprendola di rami secchi.

## La depressione di Sandra
Per recuperare l'affetto di Raimondo, Sandra si finge depressa, ma il marito vuole solo trarre profitto dalla situazione.

## Raimondo portiere
Per via dell'inefficienza del portiere, alcuni ladri si sono introdotti in casa di un vicino e hanno rubato molti oggetti di valore. Raimondo accusa l'uomo di essere un buono a nulla e così lo sfida, offrendosi di prendere provvisoriamente il suo posto per dimostrargli di essere più bravo di lui. Tuttavia i ladri, servendosi di una bella complice, distraggono Raimondo e svaligiano gli appartamenti.